# کارگاه عبادی
کارگاه عبادی مربوط به اواخر دوره قاجار - اوایل دوره پهلوی است و در نطنز، خیابان شیخ عبدالصمد، کوچه مسجد جامع واقع شده‌است این اثر در تاریخ ۳ خرداد ۱۳۸۶ با شمارهٔ ثبت ۱۹۱۴۸ به‌عنوان یکی از آثار ملی ایران به ثبت رسیده‌است. در حال حاضر نسل پنجم خاندان عبادی همراه فرزندان خود در این کارگاه مشغول کار هستند، آثار کارگاه سرامیک سنتی عباس عبادی   از جنس سرامیک هستند نه سفال و آثار به شماره ۴۳۳ ثبت آثار ملی ایران گشته‌است. استاد عبادی در آثار خود از نقوش اسلیمی، مینیاتور، هندسی، شکارگاهی و … استفاده می‌کند و تمامی نقوش زیر لعابی هستند.